# حسين فكري
حسين فكري (بالفارسية: حسین فکری)، من مواليد 15 مارس 1924، وتوفي بتاريخ 1 يوليو 2003، هو لاعب كرة قدم إيراني سابق، كان نجم لنادي شاهين طهران، وكان يلعب بمركز لاعب وسط، انضم للمنتخب الإيراني عام 1951 ولعب مبارتان.